# Glen Ellyn
Glen Ellyn – wieś w Stanach Zjednoczonych, w stanie Illinois, w hrabstwie DuPage.